# 군사독재
군사독재(軍事獨裁, 영어: Military dictatorship)는 나라와 지방의 군사력을 통솔하는 지휘관, 사령관(군인) 출신 지도자 또는 군인 출신 인사가 주도권을 쥐고 있는 독재 정치를 시행하는 형태의 군사 정권이다. 이러한 형태의 정부를 군사정부(軍事政府), 줄여서 군정(軍政)이라고 하기도 하며, 민정(民政)의 반대 개념으로 쓰인다. 상황에 따라 군부독재(軍部獨裁)라고도 일컫는다. 
주로 전시(戰時) 또는 전후에, 그 외에는 쿠데타, 내란, 천재지변 등이 발생한 후, 사회 혼란 수습이라는 명분으로 임시 행정을 위해 설립되는 경우가 많다.
자국의 군대가 아닌 외국의 군대에 의한 점령 행정을 의미하는 군정은 군사 정권 통치가 아니며, 자국의 군인들이 자국의 민간인 대신 정권을 장악한 집권을 하는 것을 군사 정권이라고 한다.
군사 독재는 쿠데타로 시작된다. 쿠데타가 성공하게 되면 쿠데타 군 지휘관이 독재자가 되며 군대 자체가 정권을 잡아 독재자의 휘하 장교들이 국가의 중요한 직위를 독식하게 되어 이런 과정으로 군사 독재가 시작된다.

## 한국의 군사독재

### 고대
삼국시대에 642년 연개소문이 정변을 일으켜 영류왕을 죽이고 보장왕을 옹립하고 대막리지를 신설하여 본인이 그 자리에 올라 권력을 장악해 668년 고구려가 멸망할 때까지 자신의 아들 연남생과 연남건으로 세습되는 연씨정권(淵氏政權)이 26년간 지속되었다.

### 중세
고려시대에 1170년(의종 24년) 무신정변(武臣政變)에 의해 무신이 권력을 장악하여 1258년 몽골에 항복할 때까지 군사정권이 존재하였다. 고려 말에는 무신 이성계가 위화도 회군 사태를 일으켜 삼군도통제사(三軍都摠制使)로서 일시적인 군사정권을 유지하다가 결국 조선 왕조를 개국하였다. 

### 대한민국 임시정부
일제강점기 한국의 군정부는 단순한 독립운동단체가 아니라 일정한 지역을 거점으로 하여 군사적 투쟁과 함께 관할 보호지역에 상당한 민호를 거느리고 민정 업무를 병행하였다.
군정부는 항일 독립운동을 수행하는 여러 단체와 기관들을 통합하여 교육, 계몽, 징세 등 여러 분야에 걸쳐 다양한 활동을 함으로써 호민(戶民)과 지역을 기반으로 한 준자치정부, 소국가적 성격을 띄고 있었다.
이들 군정부는 연해주에서의 대한광복군정부를 시작으로 조선혁명군정부에 이르기까지 장차 독립될 정부의 체제나 노선의 차이, 또는 이념적 문제로 분열과 통합을 거듭하기도 하였다.
상해 임시정부 수립 이후에는 군정부에 따라 임정과의 관계 하에서, 또는 임정과 무관하게 운영되었고, 일제의 대대적인 공세로 인해 일시적으로 활동이 위축되는 시기를 겪기도 하면서 꾸준히 항일독립투쟁을 이어나갔다.

#### 목록
| 명칭           | 설립                             | 해체        | 거점                  | 관할지역         | 규모                                       | 중앙 직제      | 핵심 인물  | 정치이념                                   | 계열 및 배경         |
| -------------- | -------------------------------- | ----------- | --------------------- | ---------------- | ------------------------------------------ | -------------- | ---------- | ------------------------------------------ | -------------------- |
| 대한광복군정부 | 1914년                           | 1914년      | 블라디보스토크        | 연해주 일대      | -                                          | 정통령         | 이상설     | 복벽주의                                   | 권업회               |
| 대한통군부     | 1922년 2월                       | 1922년 8월  | 환인현 마권자(馬圈子) | 남만주 일대      | -                                          | 총장           | 채상덕     | 복벽주의                                   | 1차 남만한족통일회의 |
| 대한통의부     | 1922년 8월                       | 1927년      | 관전현 하루하(下漏河) | 남만주 일대      | 26개 현에 총관사무소                       | 총장           | 김동삼     | 공화주의                                   | 2차 남만한족통일회의 |
| 의군부         | 1923년 2월                       | 1924년      | 환인현 대황구(大荒溝) | 남만주 일대      | -                                          | 총장           | 채상덕     | 복벽주의                                   | 통의부에서 분리      |
| 참의부         | 1924년 4월 1일 - 인준(1924.6.26) | 1929년 10월 | 관전현 대우구(大牛溝) | 압록강 연안      | -                                          | 참의장         | 백광운     | - 개개인 다수는 복벽주의 - 조직은 공화주의 | 임정 산하로 승인     |
| 정의부         | 1924년 11월                      | 1929년 3월  | 유하현 삼원보(三源堡) | 남만 일대        | 1만7천여 호, 8만7천여 명 관할, 17개 총관소 | 중앙행정위원장 | 이탁(李沰) | - 민족주의적 사회주의                      | 임정 개조파          |
| 신민부         | 1925년 3월                       | 1929년 3월  | 영안현 영안성(寧安城) | 흑룡강성 일대    | 16개 지역                                  | 중앙집행위원장 | 김혁       | - 공화주의 - 대종교적 민족주의             | 부여족통일회의       |
| 국민부         | 1929년 4월                       | 1934년 11월 | 신빈현 왕청문(汪淸門) | 만주 동삼성 일대 | 병력 1만 2천명                             | 중앙책임비서   | 현익철     | 공화주의                                   | 민족유일당조직동맹파 |
| 조선혁명군정부 | 1934년 11월                      | 1938년 9월  | 신빈현 왕청문(汪淸門) | 만주 동삼성 일대 | 9개 군구                                   | 총사령         | 김호석     | 공화주의                                   | 국민부, 조선혁명당   |

참고 :
- 참의부는 군정부가 아닌 대한민국임시정부 직할 독립군단체이다.
- 국민부는 당시 남만주일대의 유일혁명군정부로서, 산하에 조선혁명군을 두었다. 1929년 9월 조직개편을 통해 조선혁명당이 중심이 되고, 그 산하에 조선혁명군을 두었다.
- 1934년 11월 조선혁명당이 유명무실화되자, 주요 지도자들은 행정조직인 국민부(國民府)와 군사조직인 조선혁명군(朝鮮革命軍)을 통합하여 조선혁명군정부를 조직하였다.

### 대한민국
1961년 박정희 등이 5.16 군사정변을 일으켜 제2공화국을 무너뜨리고 국가재건최고회의를 운영하였는데, 1972년 유신 체제 선포 후 군사독재가 시작되었다. 
1979년에는 전두환 등의 신군부가 12.12 군사 반란을 일으켜 정권을 장악하고 국가보위비상대책위원회를 설치하였다.

## 같이 보기
- 군정 분리
- 병정 통합 주의
- 점령
- 계엄
- 군정기